# Saint-Julien-sur-Dheune
Pour les articles homonymes, voir Saint-Julien.
Saint-Julien-sur-Dheune est une commune française située dans le département de Saône-et-Loire, en région Bourgogne-Franche-Comté.

## Géographie

### Villages, hameaux, lieux-dits, écarts
Chez le Prin, Chez le Roy, Chez les Autres, la Mouillegerin, les Chazeau…

### Climat
Pour des articles plus généraux, voir Climat de la Bourgogne-Franche-Comté et Climat de Saône-et-Loire.
En 2010, le climat de la commune est de type climat océanique dégradé des plaines du Centre et du Nord, selon une étude du Centre national de la recherche scientifique s'appuyant sur une série de données couvrant la période 1971-2000. En 2020, Météo-France publie une typologie des climats de la France métropolitaine dans laquelle la commune est exposée à un climat océanique altéré et est dans une zone de transition entre les régions climatiques « Lorraine, plateau de Langres, Morvan » et « Bourgogne, vallée de la Saône ».
Pour la période 1971-2000, la température annuelle moyenne est de 10,8 °C, avec une amplitude thermique annuelle de 17,5 °C. Le cumul annuel moyen de précipitations est de 798 mm, avec 11,7 jours de précipitations en janvier et 7,5 jours en juillet. Pour la période 1991-2020, la température moyenne annuelle observée sur la station météorologique de Météo-France la plus proche, « St-Maurice-lès-Couches_sapc », sur la commune de Saint-Maurice-lès-Couches à 13 km à vol d'oiseau, est de 11,5 °C et le cumul annuel moyen de précipitations est de 803,5 mm. 
La température maximale relevée sur cette station est de 40,4 °C, atteinte le 12 août 2003 ; la température minimale est de −16,7 °C, atteinte le 20 décembre 2009,,.
Les paramètres climatiques de la commune ont été estimés pour le milieu du siècle (2041-2070) selon différents scénarios d'émission de gaz à effet de serre à partir des nouvelles projections climatiques de référence DRIAS-2020. Ils sont consultables sur un site dédié publié par Météo-France en novembre 2022.

## Urbanisme

### Typologie
Au 1er janvier 2024, Saint-Julien-sur-Dheune est catégorisée commune rurale à habitat dispersé, selon la nouvelle grille communale de densité à sept niveaux définie par l'Insee en 2022.
Elle est située hors unité urbaine. Par ailleurs la commune fait partie de l'aire d'attraction du Creusot, dont elle est une commune de la couronne,. Cette aire, qui regroupe 22 communes, est catégorisée dans les aires de moins de 50 000 habitants,.

### Occupation des sols
L'occupation des sols de la commune, telle qu'elle ressort de la base de données européenne d’occupation biophysique des sols Corine Land Cover (CLC), est marquée par l'importance des territoires agricoles (75,7 % en 2018), une proportion identique à celle de 1990 (75,7 %). La répartition détaillée en 2018 est la suivante : 
prairies (53,9 %), terres arables (18,1 %), forêts (14,8 %), zones urbanisées (8,1 %), zones agricoles hétérogènes (3,7 %), eaux continentales (1,5 %). L'évolution de l’occupation des sols de la commune et de ses infrastructures peut être observée sur les différentes représentations cartographiques du territoire : la carte de Cassini (XVIIIe siècle), la carte d'état-major (1820-1866) et les cartes ou photos aériennes de l'IGN pour la période actuelle (1950 à aujourd'hui).

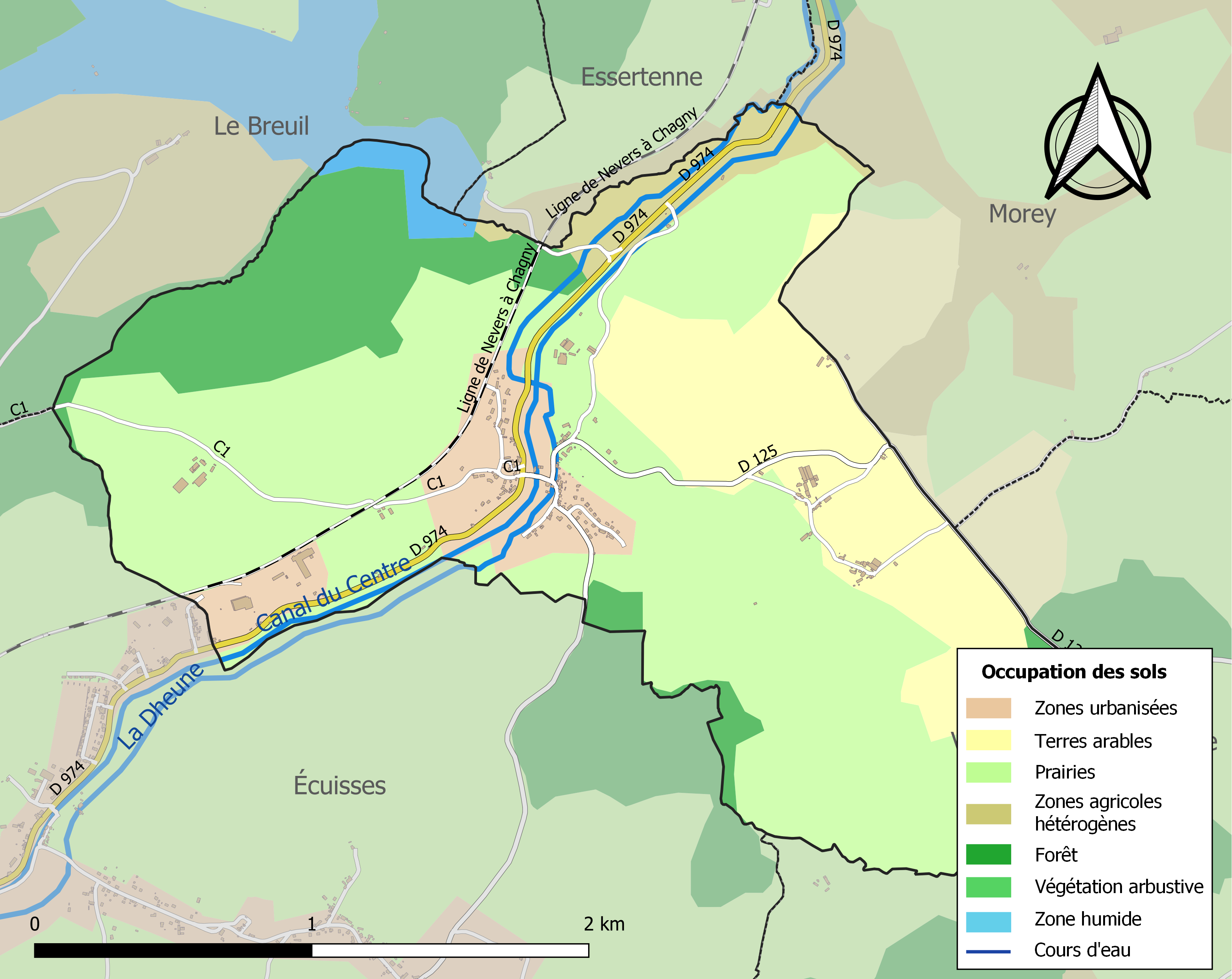
Carte des infrastructures et de l'occupation des sols de la commune en 2018 (CLC).

## Politique et administration
| Période                                  | Période  | Identité      | Étiquette | Qualité |
| ---------------------------------------- | -------- | ------------- | --------- | ------- |
| mars 2008                                | en cours | Lionel Duband |           |         |
| Les données manquantes sont à compléter. |          |               |           |         |

## Démographie
L'évolution du nombre d'habitants est connue à travers les recensements de la population effectués dans la commune depuis 1793. Pour les communes de moins de 10 000 habitants, une enquête de recensement portant sur toute la population est réalisée tous les cinq ans, les populations de référence des années intermédiaires étant quant à elles estimées par interpolation ou extrapolation. Pour la commune, le premier recensement exhaustif entrant dans le cadre du nouveau dispositif a été réalisé en 2005.

En 2022, la commune comptait 230 habitants, en évolution de −4,56 % par rapport à 2016 (Saône-et-Loire : −1,06 %, France hors Mayotte : +2,11 %).
| 1793 | 1800 | 1806 | 1821 | 1831 | 1836 | 1841 | 1846 | 1851 |
| ---- | ---- | ---- | ---- | ---- | ---- | ---- | ---- | ---- |
| 154  | 157  | 188  | 290  | 294  | 294  | 291  | 271  | 303  |

| 1856 | 1861 | 1866 | 1872 | 1876 | 1881 | 1886 | 1891 | 1896 |
| ---- | ---- | ---- | ---- | ---- | ---- | ---- | ---- | ---- |
| 296  | 367  | 323  | 308  | 324  | 334  | 347  | 329  | 323  |

| 1901 | 1906 | 1911 | 1921 | 1926 | 1931 | 1936 | 1946 | 1954 |
| ---- | ---- | ---- | ---- | ---- | ---- | ---- | ---- | ---- |
| 308  | 301  | 328  | 284  | 270  | 254  | 219  | 199  | 237  |

| 1962 | 1968 | 1975 | 1982 | 1990 | 1999 | 2005 | 2006 | 2010 |
| ---- | ---- | ---- | ---- | ---- | ---- | ---- | ---- | ---- |
| 267  | 240  | 185  | 186  | 184  | 220  | 233  | 236  | 248  |

| 2015 | 2020 | 2022 | - | - | - | - | - | - |
| ---- | ---- | ---- | - | - | - | - | - | - |
| 239  | 242  | 230  | - | - | - | - | - | - |

## Culte
Saint-Julien-sur-Dheune relève de la paroisse Saint-Martin du Partage qui regroupe six villages (cinq églises) et qui a son centre à Montchanin (la paroisse s'inscrit dans le cadre plus vaste doyenné du Creusot, l'un des douze qui composent le diocèse d'Autun, Chalon et Mâcon).

## Lieux et monuments
Sont à voir à Saint-Julien-sur-Dheune :
- L'église, qui domine le bourg et était autrefois ceinturée du cimetière (devenu espace vert), dont le clocher surmonte le porche et qui présente la particularité de disposer d'un chœur décentré par rapport à la nef.
- Le prieuré Saint-Julien de Saint-Julien-sur-Dheune, qui reçut des moniales bénédictines. Celui-ci connut trois siècles de prospérité, et plusieurs filles de grandes maisons nobles furent placées à la tête de cette fondation, entre autres Béatrix de Rabutin en 1422, Louise de Dyo au siècle suivant et Françoise de Damas en 1616 ; et, enfin, Charlotte de Rabutin, seconde fille de Bussy-Rabutin (dite aussi mademoiselle de Chaseu)[17]. En 1302, Lambert de la Tour-sous-Montaigu, prévôt de l'ancien diocèse de Chalon, y fait une donation. Les religieuses demandèrent, avec l'appui de la prieure madame de Rabutin, à quitter les lieux pour Autun, ce qui leur fut accordé en 1655 par Louis Doni d'Attichy (1598-1664), évêque d'Autun (1652-1664). Il était dépendant de l'abbaye de Moutier Saint-Jean[18]. Il ne reste plus rien de ce monastère qui fut mis à sac à la Révolution, seule l'église qui fut reconstruite subsiste.

## Pour approfondir